# Volovo (Oblast' di Lipeck)
Volovo (in russo Волово?) è un villaggio della Russia europea, situato nell'oblast' di Lipeck; è il centro amministrativo del distretto Volovskij.
Si trova nella parte sud-ovest della oblast'.